# Coup de pied en hauteur

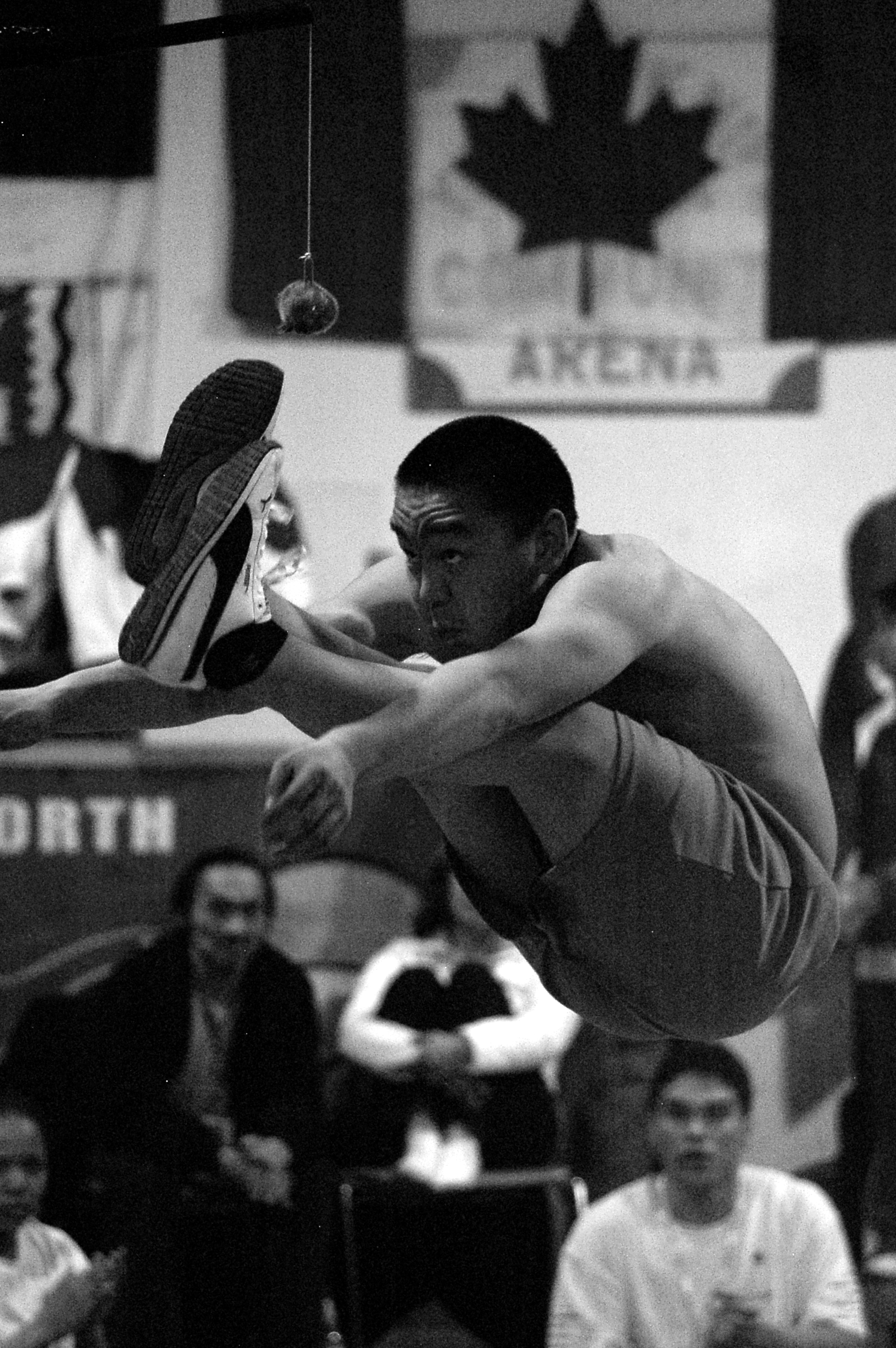
Un athlète réalisant le coup en hauteur à deux pieds durant les jeux d'hiver de l'Arctique

Le coup de pied en hauteur est une épreuve sportive traditionnelle inuite, notamment réalisée lors d'évènements sportifs tels que les jeux d'hiver de l'Arctique ou les Jeux olympiques mondiaux des Indiens eskimos (en).

## Coup en hauteur à un pied
Dans cette épreuve sportive, le participant se tient sur un pied, saute et touche une balle ou un morceau de phoque suspendu par une potence, avant de réatterrir sur le même pied. Le coup en hauteur à un pied permet de tester la force et l'agilité du sportif. Il s'agissait également d'un signal permettant de signaler une pêche victorieuse dans certaines communautés.

## Coup en hauteur à deux pieds

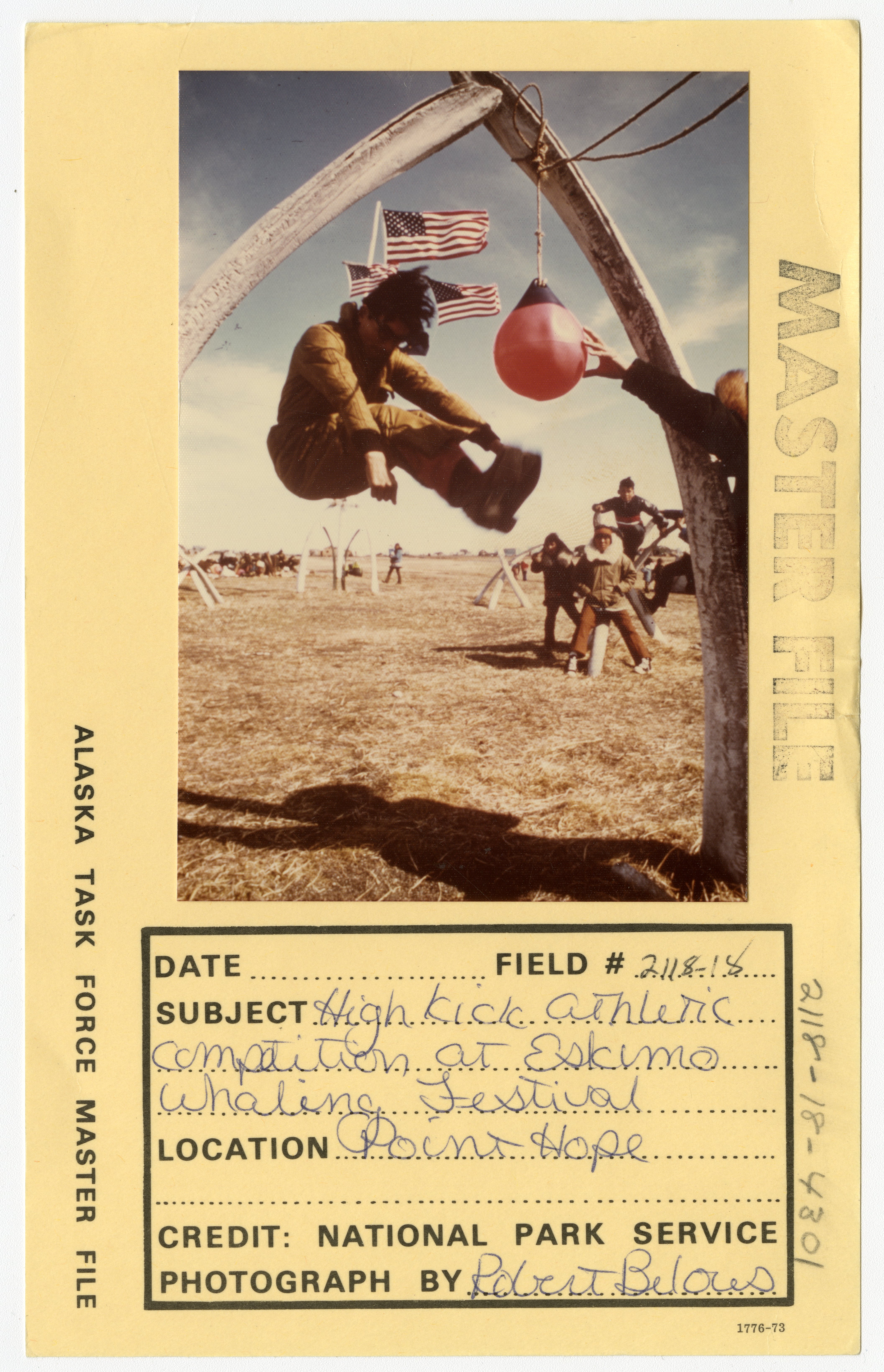
Compétition de coup de pied en hauteur au festival de la chasse à la baleine eskimo (Alaska, années 1970)

Le coup en hauteur à deux pieds (akratcheak) consiste pour l'athlète à sauter à deux pieds, toucher avec les deux pieds une cible suspendue et réatterrir sur les deux pieds. Cette épreuve tiendrait son origine de la chasse à la baleine : lorsqu'une baleine avait été attrapée, un messager courait au village et réalisait le saut pour signaler la pêche victorieuse aux villageois. 
Cette épreuve est considérée comme l'épreuve sportive arctique la plus difficile. En 2007, le record masculin était de 2,64 m et le record féminin de 1,98 m.

## Représentations
On peut voir le champion Johnny Issaluk exécuter un coup en hauteur à un pied dans un court-métrage réalisé par Alethea Arnaquq-Baril pour les jeux olympiques d'hiver de Vancouver de 2010.